# Jeu du violon
 (novembre 2014).
Si vous disposez d'ouvrages ou d'articles de référence ou si vous connaissez des sites web de qualité traitant du thème abordé ici, merci de compléter l'article en donnant les références utiles à sa vérifiabilité et en les liant à la section « Notes et références ».
 (novembre 2014).
- Si vous ne connaissez pas le sujet, laissez ce bandeau (vous pouvez alors contacter les auteurs).
- Si vous supprimez le contenu mis en cause (vous pouvez préalablement contacter les auteurs),

argumentez précisément cette suppression dans la page de discussion
(un manque de référence n'est pas un argument ; une recherche réelle de référence doit avoir été effectuée, être formellement documentée).
Le violoniste joue en général de son instrument en le posant sous le menton, sur la clavicule gauche. Les cordes sont mises en vibration par le frottement de l'archet ou par le pincement des doigts (lors du pizzicato). Les doigts de la main gauche, y compris - mais rarement (chez Leclair par exemple), le pouce, servent à raccourcir la longueur des cordes pour produire différentes notes. De très nombreuses techniques existent sur le violon pour obtenir une large palette sonore et tirer toutes les possibilités de l'instrument.

## Tenue de l'instrument et de l'archet

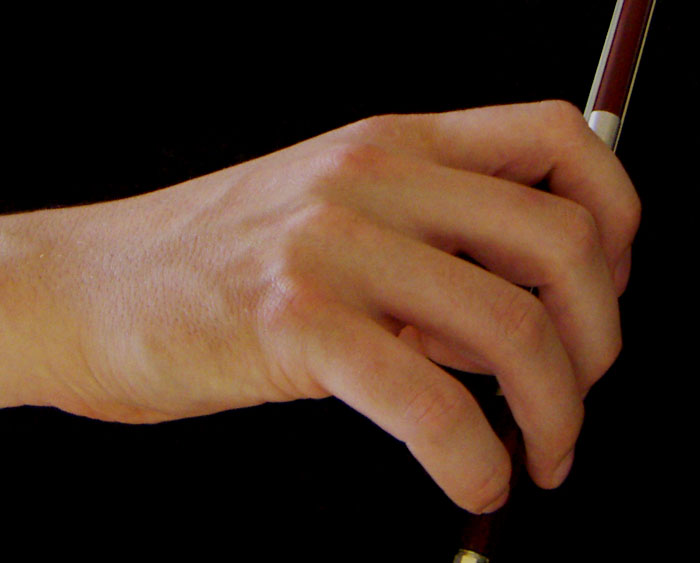
La tenue de l'archet.

En musique classique, on joue du violon en le posant sur la clavicule gauche. Mais ce n'est pas une règle générale : dans le cas des violoneux, des fiddlers et autres violonistes traditionnels, le violon est souvent posé contre le buste ; en musique carnatique, on joue le plus souvent assis avec la volute du violon qui s'appuie sur le pied. Quelques violonistes jouent en posant l'instrument sur leur clavicule droite, et donc en inversant tous les gestes, mais l'autre cas est très largement majoritaire. La décision du côté où l'on va poser l'instrument lors de l'apprentissage est indépendante de la latéralisation (droitier ou gaucher). [réf. nécessaire]
Dans le cas où l'instrument est porté à gauche, les doigts de la main gauche, excepté le pouce qui se trouve de l'autre côté du manche et qui sert à le soutenir, appuient sur les cordes au niveau de la touche pour produire des notes différentes des simples cordes à vide. Les explications qui suivent considèrent ce cas.
La tenue du violon est assistée par deux accessoires :
- la mentonnière, placée sur la table d'harmonie, à gauche du cordier; elle n'est pas utilisée sur les violons baroques mais est indispensable depuis le XIXe siècle pour les violons modernes qu'elle sert aussi à protéger du contact de la peau ; de nombreux professionnels la font sculpter à la forme de leur mâchoire ;
- l'épaulier, facultatif, placé sous le fond, sert à combler le vide entre le violon et l'épaule pour éviter que l'on ne monte celle-ci.

Tous deux ont pour but de permettre à l'instrument de mieux épouser la forme du corps et donc de jouer plus confortablement.
L'introduction de la mentonnière, puis plus récemment de l'épaulier, ont permis de mieux tenir le violon sans qu'il puisse glisser, en particulier lorsque la main gauche doit s'éloigner en glissant le long du manche pour revenir vers la première position. Ces accessoires ont ainsi permis une plus grande précision et rapidité de jeu, et donc une plus grande virtuosité.
L'archet est soutenu par le pouce et maintenu par les autres doigts de la main droite. L'extrémité du pouce se place sous la baguette, devant la hausse. Majeur et annulaire sont posés arrondis sur la baguette et l'enveloppent pour la maintenir sur le pouce. Le majeur se situe à peu près en face du pouce. L'auriculaire est posé, arrondi et sur son extrémité, sur le dessus de la baguette. Ce petit doigt joue un grand rôle dans l'allègement du poids de l'archet dans le jeu près du talon de l'archet. Il peut parfois être soulevé lors du jeu, que ce soit à titre d'exercice ou non. C'est l'index, posé sur le dessus de la baguette, qui est chargé de faire varier la pression de l'archet sur la corde.

## Main droite

### Jeu habituel
Le jeu habituel est legato (lié). Le violoniste frotte les cordes avec l'archet et ne différencie pas chaque note ; le jeu est très fluide. Idéalement on ne distingue pas à l'oreille de différence entre poussé et tiré. Ces deux mots viennent nommer les deux phases d'un aller-retour de l'archet : tiré quand on va du talon vers la pointe, et poussé l'inverse.

### Martelé
Blocage de l'archet après un laps de temps plus ou moins long qui permet de couper le son et donc de détacher chaque note. À l'attaque, l’archet est collé à la corde, puis on allège brutalement la pression, libérant l'archet, et on joue avec la vitesse de l'archet ; à la pointe (ou à tout autre endroit où l'on a décidé de stopper la note), l'archet se repose sur la corde avec uniquement une pression de l'index.
Le staccato est une succession de martelés. On peut faire du staccato dans un même coup d'archet, ou en alternant tiré et poussé à chaque note.

### Sauts
La forme de la baguette de l'archet, légèrement courbé, donne au jeu la possibilité de nombreux sauts :
- Ricochet : lorsque l'archet rebondit sur la corde plusieurs fois en un coup d'archet, c'est un ricochet. La vitesse d'un ricochet est variable. Pour faire un ricochet lent, il faut lancer son archet à son point d'équilibre. Pour faire un ricochet rapide, il faut lancer son archet plus près de la pointe. Plus l'archet rebondit haut, plus lent est le ricochet. Le ricochet est souvent exercé simultanément avec un bariolage. Souvent utilisé dans des morceaux ardus, tels que le Caprice n°1 de Niccolò Paganini ou La ronde des lutins de Antonio Bazzini.
- Saltato, soit sautillé. L'archet, placé au milieu, se met naturellement à sautiller (à perdre brièvement le contact avec la corde) dès que l'on alterne tiré et poussé assez vite, et avec une pression plutôt faible de l'index.
- Spiccato : dans le premier tiers ou le deuxième quart de l'archet, il s'agit de faire sauter l'archet par un mouvement d'aller-retour du poignet (et non du bras entier), qui doit rester très souple.

### Doubles cordes, accords
La forme du chevalet met volontairement les quatre cordes dans une configuration non plane. Cependant, comme deux points de l'espace sont nécessairement dans un même plan, l'archet peut être placé sur deux cordes voisines, et l'on peut jouer simultanément deux parties différentes. Le violoniste peut aussi, en appuyant un peu plus sur l'archet, mettre trois cordes quasiment dans un même plan et jouer un accord de 3 notes presque en un même moment. Pour les accords de quatre cordes, en général, on arpège l'accord, c'est-à-dire que l'on joue trois doubles cordes à la suite (sol-ré en même temps, suivies ré-la en même temps puis de la-mi en même temps). Des variantes pour s'accommoder au style de la pièce ont parfois lieu, particulièrement pour les accords dans les morceaux baroques.
Ci-contre, un exemple tiré de la Chaconne de la seconde partita de Bach. Y alternent les passages en doubles cordes et les accords, dont l'exécution requiert des doigtés assez particuliers (notamment une extension du quatrième doigt pour produire l'accord si-ré-fa).

### Pincement
Avec le pizzicato, le violoniste pince les cordes avec l'index de la main droite. Cette technique est généralement utilisée pour les accompagnements, ou les pièces de jazz. Cependant, le pizzicato peut être utilisée de manière plus originale qu'un accompagnement simple ; on note ainsi deux emplois particuliers dans le Concerto pour violon n° 1 de Prokofiev :
- le violoniste, au début de la troisième page, égrène en solo de simples noires, ce qui a un aspect déroutant par sa simplicité ;
- dans la quatrième page, un accord de quatre sons est joué pizzicato, en doubles croches plusieurs mesures de suite. Le tempo étant rapide, pour pouvoir faire cela, le violoniste pince les cordes dans leur ensemble en se mettant près de la touche, afin que les cordes soient le plus possible alignées.

Le violoniste peut aussi faire un pizzicato particulier, le Pizz Bartok, qui consiste à tirer la corde verticalement et un peu haut, afin qu'en retombant elle claque sur la touche, ajoutant au son de la note un effet percussif.

### Placement de l'archet
On peut placer l'archet à différents endroits, notamment
- à mi-chemin entre le chevalet et la touche (habituel) ;
- près du chevalet, pour gagner en puissance et en corps ;
- quasiment sur le chevalet (sul ponticello), pour un son très sifflant, fébrile, très aigu, parfois faible ;
- sur la touche (sul tasto), pour un son lointain et distant, parfois qualifié de blanc.
- Il est possible de glisser le corps du violon entre la baguette et la mèche. C'est le violoniste de jazz Joe Venuti qui eut le premier l'idée d'utiliser cette technique[2], qui permet de jouer les quatre cordes en même temps. Le son obtenu est aussi beaucoup plus rugueux.

La technique al ponticello a notamment été utilisée par Joseph Haydn dans 43 mesures du deuxième mouvement de sa 97e symphonie ; un passage noté vicino al ponticello lui succède.

### Col legno
Avec cette technique, ce ne sont plus les crins qui sont en contact avec la corde, mais le bois de l'archet. L'effet obtenu en frottant alors la corde n'ayant que peu d'intérêt (le son est quasiment imperceptible), il s'agit plus souvent de frapper la corde, pour obtenir un remarquable aspect percussif. Cette technique est notamment restée célèbre grâce à la pièce Mars, issue des Planètes, de Holst ; cependant ce n'est pas le premier usage : on peut citer entre autres Hector Berlioz qui l'emploie quelques mesures dans la dernière partie du Songe d'une Nuit de Sabbat de sa Symphonie fantastique.

### Bariolages
Le bariolage est le passage rapide d'une corde à sa voisine. On peut alors jouer des notes à un rythme très élevé, et exécuter des passages de manière spectaculaire quand ils ne demandent que peu d'efforts réels, par exemple un bariolage (très usuel) sur les cordes sol - ré - la - mi - mi - la - ré - sol. Ci-contre, un exemple de bariolages tiré du Concerto pour violon de Mendelssohn, 1er mvt, mesures 323 à 329 : dans cette partie de la cadence, le soliste joue environ 12 notes à la seconde, mais ne doit en fait bouger les doigts que tous les deux temps.

### Portato
Littéralement, porté : le violoniste joue plusieurs notes dans un même archet, mais il les espace légèrement en allégeant la pression sur la corde entre chacune, afin d'articuler délicatement le discours musical. On le signale sur la partition par des traits horizontaux sur (ou sous) les notes concernées.

### Tremolo
Le tremolo est le redoublement très rapide (sans rythme mesuré) d'une note. Son exécution a lieu, pour des questions de facilité, vers la pointe et uniquement avec le poignet (et non tout le bras). Il existe deux principaux types d'utilisation orchestrale du tremolo :
- en nuance piano ou pianissimo, il constitue un tapis sonore ténu. Les exemples connus sont les débuts des septième et neuvième symphonies d'Anton Bruckner, où les cordes ouvrent le premier mouvement, seules, en tremolo.
- en nuance forte ou fortissimo, il exhale la puissance ou la violence. On peut citer comme exemple le début de l'ouverture du Vaisseau fantôme de Richard Wagner.

## Main gauche

### Jeu habituel
Les doigts de la main gauche viennent appuyer la corde sur la touche de manière à raccourcir la longueur de celle-ci. La longueur, avec la tension, détermine la hauteur de la note. La même note jouée sur deux cordes différentes, sonne avec une couleur différente, plus ou moins "chaude". Ces différences sont exploitées par le violoniste en fonction de l'effet recherché. Remarque : comme le pouce ne sert pas à autre chose que tenir le manche, on appelle premier doigt l'index, et ainsi de suite jusqu'à 4 seulement.

Notes et positions des doigts en première position.

Ce dessin avec des positions des doigts équidistantes correspond à un jeu en gamme tempérée, généralement utilisée par un orchestre symphonique ou jouant avec un instrument à notes fixes comme un piano, une guitare, etc.
Lorsqu'un violoniste joue en solo, par exemple pour un concerto de violon, ou pour certaines pièces écrites pour le violon, il modifiera légèrement l'emplacement de ses doigts pour obtenir une intonation juste suivant le tonalité jouée.

### Démanché
Technique essentielle, elle consiste à déplacer la main gauche le long du manche, ce qui permet de jouer des notes plus aigües sur une même corde. C'est ce système qui permet au violon d'ajouter deux octaves à son étendue déjà établie de deux octaves et deux tons. Les distances à parcourir par la main gauche sont codifiées par un système de positions.
Positions : de la Ire position, où la main est à sa hauteur de base, à la VIIIe position. Entre chaque position, il y a une note : ainsi, sur la corde de la, le premier doigt en Ire position produit un si, en IIe position un do, en IIIe, un ré... Au-delà de la VIIIe, les positions sont utilisées mais ne sont plus numérotées : la numérotation ne s'applique qu'aux positions qui sont travaillées de manière systématique lors de l'apprentissage du violon. Il existe une demi-position, où les doigts jouent tous un demi-ton en dessous de leur hauteur en Ire position.
Grâce aux différentes positions, on peut jouer une même note de très nombreuses manières, pourvu qu'elle ne soit ni trop haute ni trop basse. Par exemple, le si que l'on joue simplement avec le quatrième doigt en première position sur la corde de mi, peut être joué avec tous les autres doigts, et ce sur toutes les autres cordes. On peut ainsi compter 16 manières de produire cette même note. Ceci est particulièrement utile pour les passages rapides, où l'on a besoin d'un doigté pratique, qui n'est pas forcément le plus simple, ou en toute circonstance lorsque l'on veut obtenir un son particulier. En effet, ce si aigu n'a pas du tout le même timbre selon qu'il est joué sur la corde de mi ou sur la corde de sol.

### Vibrato
Le vibrato est un outil d'expression, qui reflète le caractère ou le sentiment d'une note ou d'une phrase de musique. Il est réalisé par le mouvement du poignet et celui du bout du doigt, d'avant en arrière, sur la corde. La hauteur de la note est ainsi modifiée, descendant en deçà de la valeur normale de la note puis remontant. À noter que le vibrato est toujours donné en dessous de la hauteur de la note car l'oreille humaine perçoit le plus haut point du vibrato comme la hauteur correcte. La vitesse et l'amplitude du vibrato sont choisies afin que le caractère du morceau soit le mieux reflété ; ces deux éléments sont indépendants et on peut ainsi créer plusieurs variantes avec de différentes combinaisons de vitesse et amplitude (« il doit être l'objet d'un contrôle sévère ; employé sans discernement ou ralenti au point d'engendrer presque un trille, il empreint le jeu d'une écœurante fadeur »). L'amplitude maximale usuelle en musique classique est très inférieure au demi-ton.
Bien que l'on ne puisse vibrer que les notes jouées avec un doigt, on peut en fait réussir à vibrer les cordes à vide comme suit :
- par exemple, pour vibrer la corde de sol, on pose le doigt sur la corde de ré de sorte que l'on puisse produire un sol sur la corde de ré ;
- on vibre ce sol aigu ;
- mais on place l'archet sur la corde de sol.

On peut entendre un exemple dans le fichier sonore ci-contre.

### Trilles et batteries
Ces techniques ne sont pas propres au violon, mais lui sont plus familières qu'à d'autres instruments (tels le clavecin ou certains vents). Elles consistent en l'alternance très rapide de deux notes séparées d'intervalles allant de la seconde mineure (demi-ton) jusqu'à la quarte augmentée (six demi-tons). Elles se pratiquent en laissant le doigt de la note de base appuyé sur le manche, pendant que l'autre doigt appuie et se redresse, de manière cyclique, plus ou moins vite, sur la note haute. La distinction entre trille et batterie se fait selon l'intervalle (inférieur ou supérieur au ton). On peut produire des batteries avec des intervalles très importants pourvu que la note inférieure soit une corde à vide, et que la note supérieure soit jouée sur cette même corde ; il suffit alors de lever et d'abaisser rapidement ce doigt pour obtenir la batterie.

### Harmoniques
Parfois, on pose légèrement un doigt en un endroit précis de la corde, sans appuyer, de manière à bloquer certains modes de vibration : en mettant le doigt au milieu de la corde par exemple, on ôte par exemple le mode fondamental, et on entend alors surtout le premier harmonique, une octave plus haut que la note obtenue sur cette corde à vide. Ces notes sont appelées des harmoniques et ont des sonorités assez flutées. La sonorité «flutée» permet d'étendre la couleur et l'étendue des instruments à corde (p.ex. dans le dernier mouvement du concerto pour violon de Sibelius) et cette sonorité est la raison pour laquelle dans certaines langues ces sons sont appelés flageolet («flageolet tone» en anglais, «Flageoletton» en allemand, ou simplement «flažolet» en tchèque p.ex.).
Exemple tiré de la troisième des Danses Roumaines de Béla Bartók : le violoniste n'y joue qu'en harmoniques. Les harmoniques sont produites en utilisant le premier doigt pour la note et le quatrième, effleurant la corde, pour l'harmonique. Ces deux doigts doivent donc bouger ensemble en maintenant le même intervalle tout au long du morceau. Une difficulté supplémentaire vient des mordants, puisque les deux doigts cités doivent osciller au rythme des mordants, et donc en fait la main gauche entière doit adopter ce mouvement rapide et souple, en conservant soigneusement l'intervalle entre les deux doigts posés sur la corde.

### Doubles cordes
Le violoniste apprend progressivement à commander chaque doigt séparément et avec précision, jusqu'à enchaîner des notes différentes sur deux cordes, ou à placer ses quatre doigts en même temps chacun sur une corde et à en changer les positions plusieurs fois à la suite. C'est un exercice particulièrement exigeant de justesse.
Cependant, certaines notes ne peuvent absolument pas être jouées ensemble, en doubles cordes : il s'agit des notes suffisamment graves pour n'être produisibles que sur la corde de sol, à savoir toutes les notes entre le sol et le ré bémol inclus.

### Pizz main gauche
Il s'agit de pincer la corde avec les doigts de la main gauche. Ainsi, on pince avec le 4e doigt si l'on joue avec le 3e, avec le 3e si l'on joue avec le 2e, et ainsi de suite, l'archet étant utilisé si l'on joue avec le 4e doigt (jouant ainsi le rôle du « doigt supplémentaire »). Fréquemment utilisé dans des morceaux de bravoure (ex : 24e Caprice de Niccolò Paganini).

### Glissando
Le doigt glisse le long de la corde tout en exerçant une pression dessus. L'effet en est très caractéristique, et peut se faire sur une étendue d'environ deux octaves, du grave à l'aigu, ou inversement. On en trouve de brillants exemples chez Ravel, pour des effets figuratifs (vent, cris d'oiseaux).
Glissando harmonique : comme son nom l'indique, mélange de deux techniques, qui consiste à faire glisser le doigt sur la corde sans exercer de pression. Le doigt effleure tour à tour les harmoniques naturelles de la corde et des fausses harmoniques, sifflantes, indistinctes et ténues. Ravel l'emploie aussi pour imiter des oiseaux, mais l'exemple le plus saisissant de ce mode de jeu est l'introduction du ballet L'Oiseau de feu de Stravinsky, celui-ci l'écrivant pour toutes les cordes.